# Groenstaartsmaragdkolibrie
De groenstaartsmaragdkolibrie (Chlorostilbon alice) is een vogel uit de familie Trochilidae (kolibries).

## Verspreiding en leefgebied
Deze soort is endemisch in noordelijk Venezuela.

## Status
De groenstaartsmaragdkolibrie staat als niet bedreigd op de rode lijst van het IUCN.